# Église Saint-Saturnin de Berson
L'église Saint-Saturnin est une église catholique située à Berson, dans le département de la Gironde, en France.

## Localisation
L'église est située au cœur du bourg, rue de l'Église, entre les routes départementales D 135 et D 251.

## Historique
L’église Saint Saturnin, dépendant de l’abbaye Saint-Romain de Blaye, est construite au XIIe siècle et remaniée au XIVe siècle. La façade est de style gothique saintongeais du XIVe siècle. Les statues qui se trouvaient à l’origine dans les niches ogivales n’existent plus.
L'église est établie sur un plan en croix latine. Le clocher primitif se trouvait à la croisée du transept (suggéré par la présence d’un escalier creusé dans un pilier de la nef).
L’actuel clocher résulte d’une reconstruction, en 1837, de celui qui était installé au XVIIIe siècle, sur le côté droit de l’église. Il abrite deux cloches dont la plus ancienne (1590) est classée.
Le chevet présente une abside à cinq pans, voûtée d’ogives. L'abside est encadrée de deux absidioles voûtées en cul-de-four. Cet ensemble présente un décor d’arcatures, de colonnes, de contreforts plats et une série de modillons sculptés.
Le portail est orné de feuillages, de personnages, dont un abbé mitré, allongé et portant des armoiries. Au-dessus, le vitrail de l’oculus représente le martyre de saint Saturnin.
La nef à deux travées et le transept sont construits ultérieurement et présentent des voûtes d’ogives de diverses époques. Celle de la travée occidentale repose sur des nervures en forme de tores retombant sur des faisceaux de colonnes. Celles de la travée orientale et de la croisée du transept s’appuient sur des nervures dont les moulures prennent la forme d’un prisme.
L’intérieur de l’église a conservé un mobilier de diverses époques : 
Deux tableaux représentant une Crucifixion entourée de saint Saturnin et de saint Nicolas, du début du XVIIe siècle, l’autel saint Joseph, la chaire en bois rehaussée de panneaux en laiton, une Vierge du XVIIIe siècle, un maître-autel en plâtre plaqué, des statues sulpiciennes du XIXe siècle et un christ en croix.
Les vitraux sont l’œuvre de Gustave Pierre Dagrant.

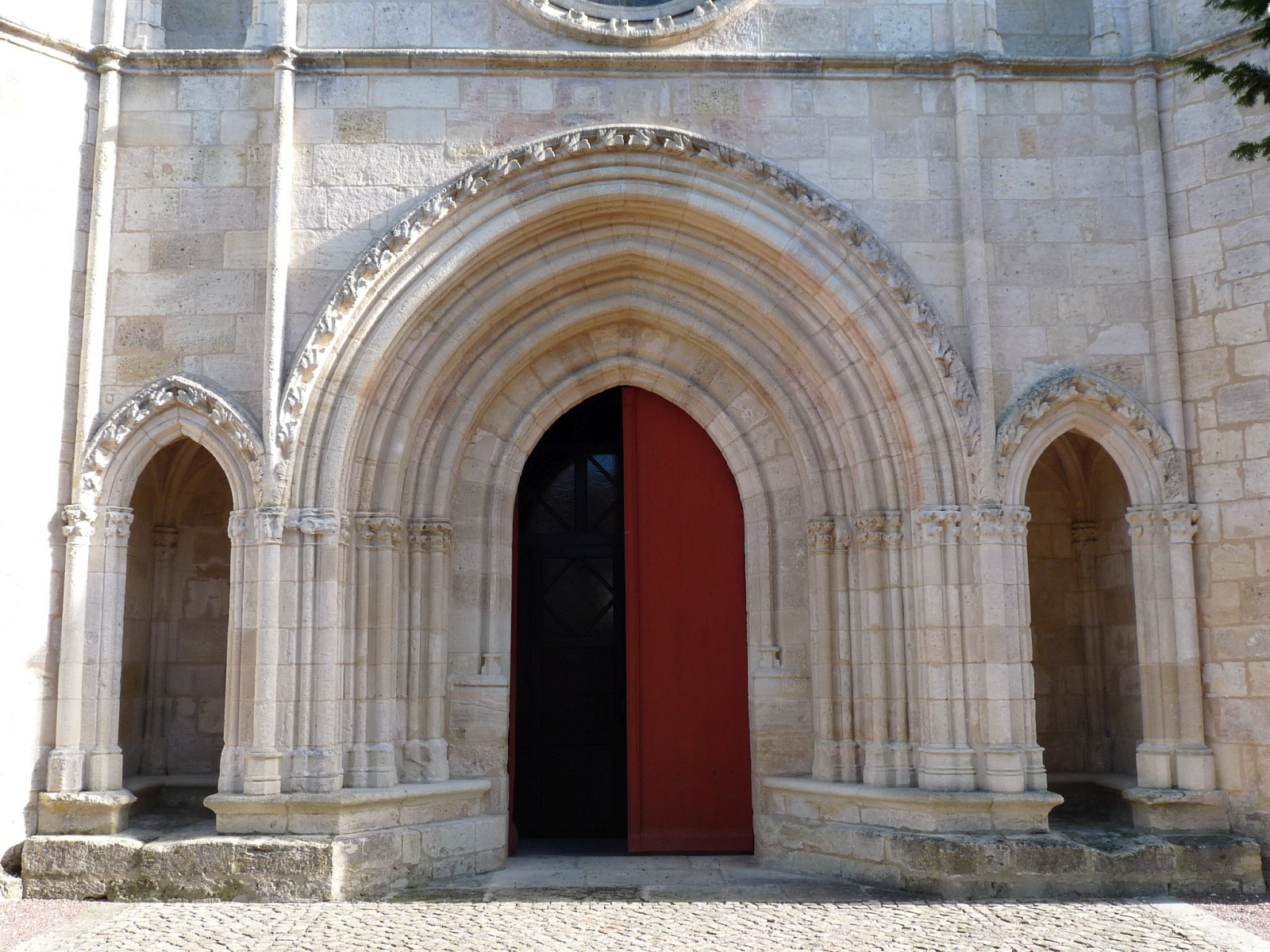
Façade ouest.
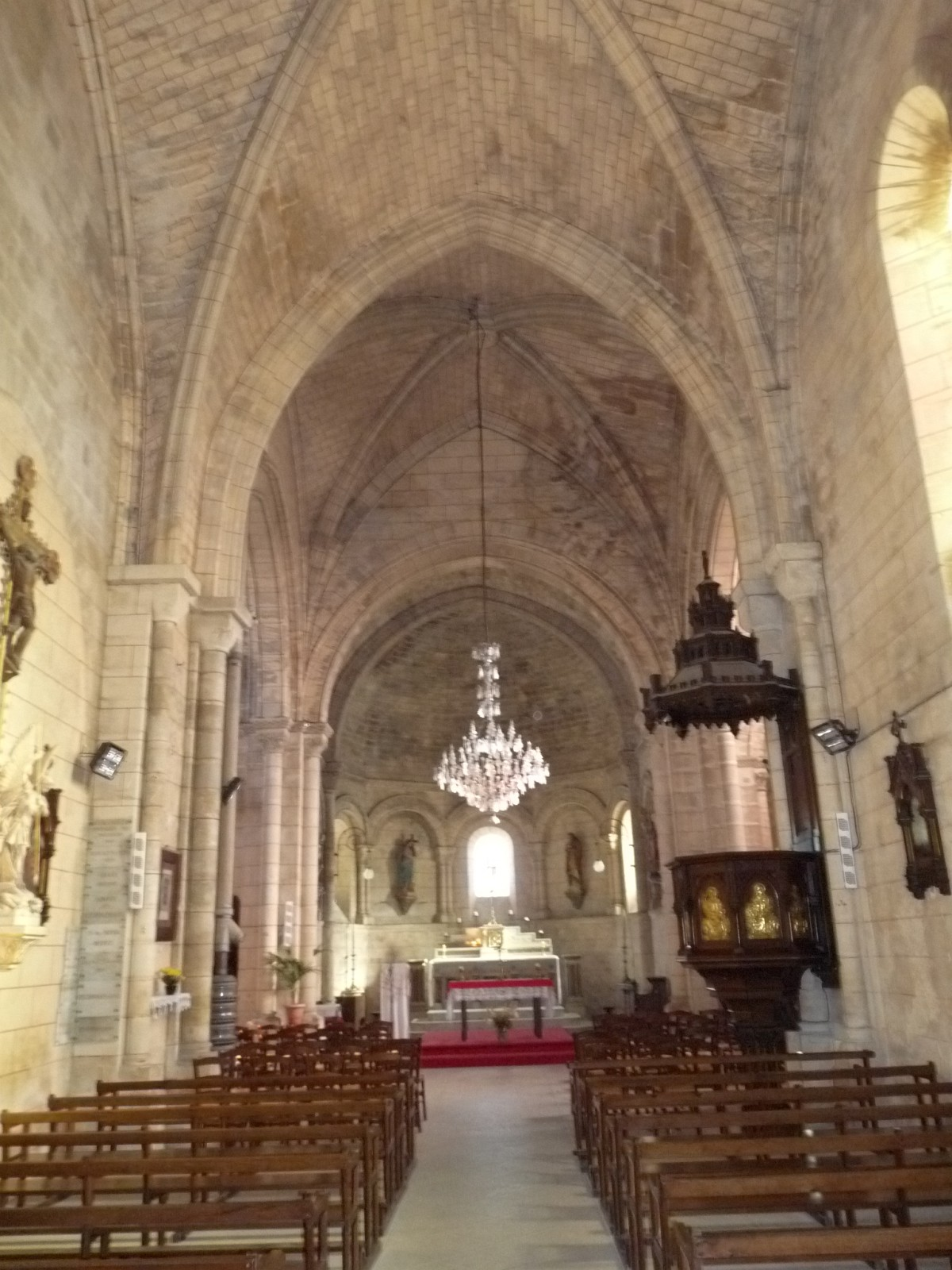
La nef.
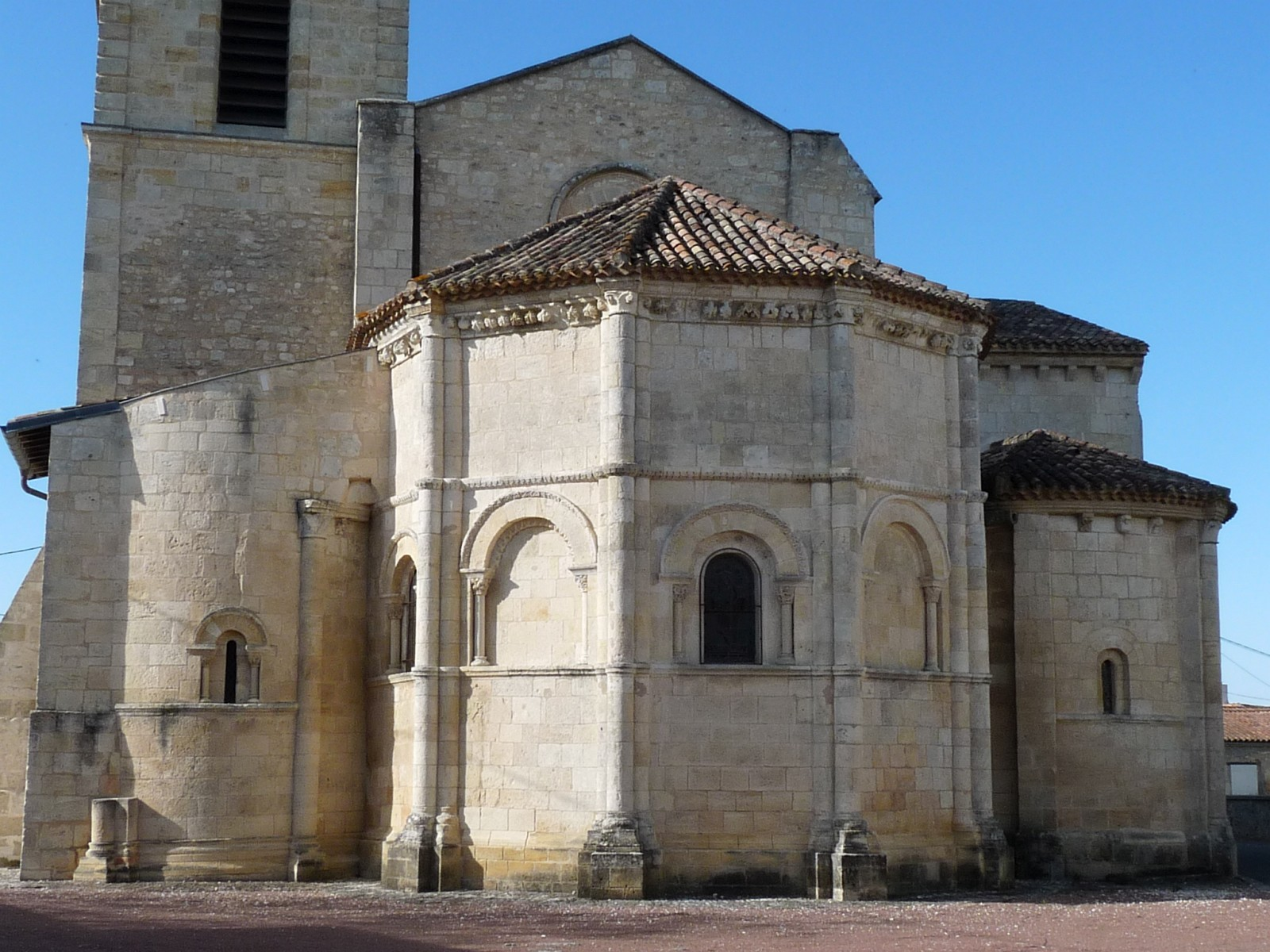
Le chevet.
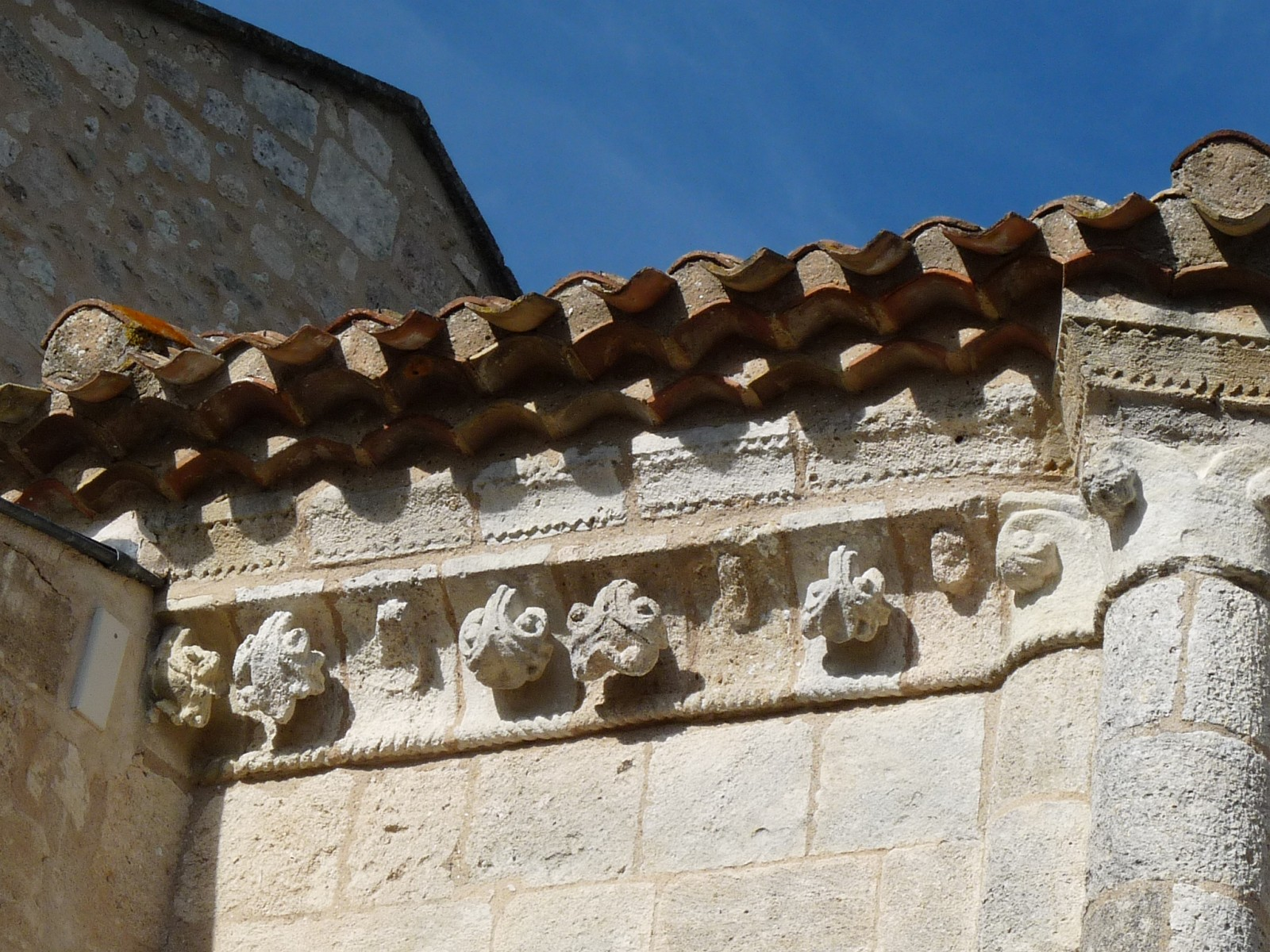
Corniche (détail).

L'édifice est classé au titre des monuments historiques le 15 mars 1909.